# Eric Carr
Eric Carr, nome artístico de Paul Charles Caravello (Nova Iorque, 12 de julho de 1950 – Nova Iorque, 24 de novembro de 1991), foi um baterista norte-americano, famoso pelo seu trabalho na banda Kiss na década de 1980.
Nos palcos, Eric assumia a persona de "The Fox" (A Raposa). Ele permaneceu como baterista do Kiss até sua morte aos 41 anos em 1991, causada por complicações decorrentes de um câncer no coração.

## Biografia

### Juventude
Nascido em Nova Iorque, filho de Albert e Connie Caravello e proveniente de uma família de músicos, ele passou sua infância em Brownsville, bairro residencial do distrito do Brooklyn, parte leste da capital nova-iorquina. Seu pai trabalhava muito e por isso a relação de ambos era distante: "Nunca fomos a um jogo de beisebol ou esse tipo de coisa". Quando jovem, o futuro baterista passava grande parte de seu tempo sozinho em seu quarto brincando com soldadinhos ou monstros de brinquedo.
Caravello estudou na High School of Art and Design em Nova Iorque e planejava ser cartunista, mudando de ideia algum tempo depois para fotógrafo. Carr declarou posteriormente que tal época foi uma grande perda de tempo, pois ele e seus amigos não levavam os trabalhos e o futuro de suas carreiras a sério, bebendo sempre que possível. No entanto, ele se descrevia como um "bom garoto" no geral, nunca tendo feito nada que criasse grandes problemas. Ele conta também que era um dos únicos garotos que usava cabelos longos na escola, isso devido ao seu amor pelos Beatles.
Em 1968, ele se formou na escola, justamente a época em que Nova Iorque passou por uma série de protestos e motins e o Brooklyn experimentou um grande êxodo da população branca, passando a se tornar um bairro predominantemente de afro-americanos. A respeito disso, Caravello declarou: "Eu nunca tive problemas com ninguém, eu tinha amigos negros e nunca cresci pensando nesse tipo de coisa."

### Início da carreira
Ainda na escola, Caravello tocou em uma série de bandas, realizando diversos covers de músicas que estavam nas paradas de sucesso. Naquela época, conforme ele disse posteriormente, as músicas de maior sucesso eram diversificadas, incluindo "funk, baladas, rock, country e de tudo. Foi um grande momento para o rádio." Sua primeira banda chamava-se The Cellarmen e foi formada em 1965 por ele e seus amigos. Eles tocavam em alguns clubes no Brooklyn e Queens e até tiveram algumas gravações lançadas pela "Jody", uma pequena gravadora local que existia na época. Após isso, Caravello foi para uma banda chamada "Things That Go Bump In The Night" e logo depois para outra chamada "Smack", sendo que a última era formada por quase todos os membros da Cellarmen, que havia se dissolvido em 1968.
Em 1970, passou a integrar o Salt & Pepper (chamada assim porque metade de seus membros eram brancos e metade eram negros), uma banda que tocava covers de diversos gêneros. Em 1973, a banda mudou seu nome para Creation e passou a tocar música disco. Em 1974, uma tragédia aconteceu: durante uma apresentação na discoteca Gulliver, em Port Chester, Nova Iorque, um incêndio tomou conta de local, matando dezenas de pessoas, incluindo o tecladista e o vocalista da banda. Caravello escapou e ajudou a salvar uma das vocais de apoio da banda. Mais tarde descobriria-se que o incêndio foi iniciado por um ladrão que colocou fogo no prédio adjacente para encobrir rastros.
A banda recebeu doações para substituir seus equipamentos destruídos e continuaram a tocar, às vezes usando o nome de "Bionic Boogie". No período em que existiu, a banda alcançou um sucesso razoável na noite nova-iorquina, inclusive abrindo shows para nomes consagrados, como Stevie Wonder e Nina Simone. Carr continuaria na banda até 1979, que se dissolveria no final do mesmo ano. Mais tarde, ele descreveria a banda da seguinte maneira: "Foram basicamente como minha família por nove anos".
Em dezembro de 1979, ele entrou para o Flasher, um quarteto de rock que fazia covers. Após três semanas de ensaios, eles foram tocar em clubes. Nessa época, Carr começou a refletir sobre sua carreira como músico e todos os anos que já havia feito aquilo interruptamente e com pouca recompensa, considerando a possibilidade de abandonar esse tipo de trabalho. 
 "...estávamos fazendo um dinheiro realmente péssimo – algo como 10, 7 dólares por noite, qualquer coisa assim... muito, muito terrível. Apenas para contraste, eu costumava ganhar US$15 por noite quando tinha 16 anos, e, agora com quase 30 anos, estava fazendo algo como US$7 por noite! Obviamente, então eu não estava fazendo o melhor – eu estava indo pelo sentido contrário, entende?!"— Eric Carr
Para pagar suas dividas e a manutenção de seu Dodge Colt 1973, Carr trabalhava durante o dia em reparo de fogões em residências. Na mesma área de atuação, ele também trabalhava com seu pai em consertos na Jamaica Stove Corp. no Brooklyn.
Mesmo após a saída do tecladista Paulo Turino, o Flash manteve-se como um trio, com todos os integrantes tanto tocando quanto fazendo os vocais. Eles tocavam em clubes em Long Island e Nova Iorque, com covers de Joe Jackson, Van Halen, Led Zeppelin, Jimi Hendrix, entre outros.
O pagamento diminuiu ainda mais e Caravello pediu demissão em maio de 1980. Nesse ponto, ele considerou desistir da música, pois já tinha 30 anos e não havia alcançado nenhum sucesso real, recebendo salários ínfimos e praticamente nenhum tipo de reconhecimento.
Pouco tempo depois, teve um encontro casual com Turino, o antigo membro de sua ex-banda, em um clube no Queens. Turino contou a Caravello sobre a saída de Peter Criss do Kiss e sugeriu ao colega para tentar uma audição para tentar a vaga de baterista.

### Audição
Ele enviou uma fita cassete para o Kiss com o single "Shandi", último lançamento da banda até então, desempenhada por ele e com sua voz por cima do vocal de Paul Stanley. Colocou a fita em uma pasta laranja brilhante para torná-la destacada visualmente. Jane Grod, funcionário do Kiss, declarou anos depois que escolheu o envelope para ser um dos analisados justamente pelo destaque que tinha no meio da pilha.
Ao aguardar do lado de fora da sala de audição, Caravello viu os três membros do Kiss, Ace Frehley, Gene Simmons e Paul Stanley pelo corredor. Ele era uma das únicas pessoas fora do círculo de familiares, amigos, músicos e parceiros de negócios que tinha visto o Kiss sem maquiagem até então. "Paul eu reconheci imediatamente. Os outros eu não tinha certeza".
Caravello seria o último baterista a ser ouvido pela banda. Ele pediu para os três autografarem a lista de músicas que indicava o que deveria tocar, para o caso de nunca mais os ver na vida. De acordo com ele, sua audição foi filmada. Na audição, pareceu confortável e tocou com naturalidade, fazendo os arranjos perfeitamente bem, ainda mais porque já havia estudado as versões gravadas das músicas. Ele disse ainda que não ficou nada impressionado com a performance do Kiss durante a audição: "Eles estavam horríveis!" "Eu tive que lembrá-los: 'Não, você então essa harmonia, eu faço essa!'... coisas assim. Foi ótimo! Imediatamente nós estávamos trabalhando juntos, eu sei que isso os deixou impressionados".
Uma vantagem significativa para Caravello conseguir a vaga pode ter sido devido ao seu relativo anonimato, uma vez que era importante para a banda manter a mística em torno dos membros. De acordo com Paul Stanley: "Foi muito importante para nós termos alguém que era desconhecido. Nós não queríamos alguém que na semana passada estava na banda de Rod Stewart ou no Rainbow." Por isso, o press release anunciando a admissão de Carr ao Kiss indicava três anos a menos do que a idade real do baterista, a fim de confundir aqueles que procurassem informações sobre sua verdadeira identidade.

### Maquiagem e persona

Modelo da maquiagem de Eric Carr, "The Fox"

O tempo era curto e a banda passou por dificuldade para chegar a uma persona e nome artístico para Caravello antes do concerto de estreia.
"Nós nunca realmente dissemos que ele estava na banda", declarou Paul Stanley no programa Night Flight da USA Network em 1983. "Nós apenas dissemos: 'Dentro de duas semanas estaremos tocando.'"
O primeiro nome artístico considerado por Caravello foi "Rusty Blade", mas Gene Simmons o dissuadiu. Ele então decidiu o seu nome definitivo com muito cuidado: ele notou que, enquanto o nome artístico dos outros membros tinha três sílabas longas, o nome de Criss era diferente do esquema de sílabas seguido pelo resto da banda – "Peter Criss" tinha duas sílabas seguidas de uma única sílaba. Então ele decidiu que seu nome teria o mesmo padrão rítmico de Criss, escolhendo um nome formado por uma dissílaba e uma monossílaba de sobrenome, a fim de que quando alguém dissesse o nome de todos os membros em seguida, ainda soasse da mesma maneira aos ouvidos. Carr veio de Caravello, seu nome de batismo, já Eric veio de uma lista de nomes que sua namorada na época havia lhe dado.
Para a sua persona no palco, Carr inicialmente tentou ser "The Hawk" (O Falcão). O conceito de maquiagem parecia muito difícil de ser criado e um projeto adequado nunca chegou a ser feito. Já o traje era "amarelo-alaranjado brilhante." Paul Stanley odiou a ideia e disse que o projeto parecia o personagem Garibaldo. Então outra persona começou a ser pensada. Com a banda em cima dos prazos (faltavam apenas duas semanas para a estreia de Carr nos palcos), Carr então surgiu com um projeto de maquiagem para o personagem "The Fox" e Gene gostou de ideia, pois combinava com a personalidade real de Eric, que era muito astuto. Logo depois, o projeto original ainda seria um pouco modificado nas sessões de fotos que apresentaram Carr como membro do Kiss antes do seu primeiro concerto.
Carr foi finalmente apresentado ao público em um programa dominical da ABC voltado para o público jovem chamado Kids Are People Too, filmado no final de julho de 1980 que foi ao ar em setembro do mesmo ano. Sua primeira apresentação com a banda foi na casa de show Palladium em Nova Iorque, em 25 de julho de 1980.
Seus pais foram orientados a não contar a ninguém a respeito da entrada de seu filho ao Kiss para manter a mística em torno do fato de ninguém saber como era o novo membro sem maquiagem. Quando assistiam ao primeiro concerto do filho com a banda, foram reconhecidos por um colega que havia trabalhado com Paul Caravello na manutenção de fogões e não faziam ideia de que era ele no palco naquela noite. O pai de Carr, Albert Caravello, conta no DVD Tale Of The Fox que o rapaz perguntou o que eles faziam ali. "Ele perguntou: 'Vocês gostam de Kiss?'" "Eu respondi: 'Sim!'" Carr disse posteriormente que mesmo após entrar para o Kiss ainda fez alguns trabalhos como técnico de fogões. No natal de 1980, a equipe do Kiss comprou um Porsche para Eric andar apropriado ao estilo rock star. Mas ironicamente, Eric relata que o carro quebrou diversas vezes.
Sua persona permaneceu consistente por três anos até que a banda anunciou o abandono das maquiagens em setembro de 1983 num programa ao vivo da MTV. A mudança drástica veio como reação a um declínio de vendas e uma turnê fracassada nos Estados Unidos. Carr disse que achava que a banda estava chegando ao fim, mas o Kiss lentamente começou a se restabelecer novamente ao sucesso. Nessa época, Carr ganhou uma grande reputação entre os fãs por ser bastante amigável e acessível. Ele respondia muito mais cartas do que os outros membros e muitas vezes adicionava mensagens aos seus autógrafos, não se importando muito com o tempo para cada fã. Apesar de ter vindo substituir um membro da formação original, Carr ganhou uma grande base de fãs rapidamente devido as suas destacadas habilidades de percussão e sua personalidade amigável.

### Kiss
O primeiro álbum de Carr com o Kiss foi Music from "The Elder", que marcou a mudança de direcionamento da banda para uma espécie de arte-rock místico. Uma das contribuições de Carr para o álbum foi "Under the Rose", uma das poucas canções do Kiss em compasso 6/8 e que conta ainda com um coro em estilo gregoriano. Mais tarde, ele também seria creditado como co-escritor em "Loose Breakin 'All Hell", "Under the Gun", "No, No, No", entre outras. Carr disse que considerava escrever letras mais difícil do que escrever partituras.
Além de bateria, Carr também tocava guitarra, baixo, piano e fazia backing vocals. Ocasionalmente, ele cantou os vocais ao vivo com o Kiss, como em "Black Diamond" e "Young and Wasted". Seu primeiro vocal no estúdio apareceu na regravação de "Beth" (uma música originalmente cantada por Peter Criss), na compilação Smashes, Thrashes & Hits, lançada em 1988. Carr gravou sua versão da música na mesma sala da Record Plant onde a original foi gravada e usando a mesma backing track de Criss. Carr declarou depois que se arrependeu de cantar uma música que já tinha sua versão definitiva desempenhada por outro membro, mas que ele estava tão desesperado em finalmente gravar algo no vocal que concordou em fazê-lo.[carece de fontes?]
Em 1989, ele gravou uma fita demo com o guitarrista do Kiss Bruce Kulick. Carr escreveu a música, tocou baixo e bateria e Kulick tocou guitarra. Como Carr não era um letrista proficiente, apresentou a demo para Simmons citando um clássico de Marvin Gaye: "Ain't That Peculiar" ("Isso não é peculiar"). Simmons reescreveu a letra e a música foi lançada com o nome de Little Caesar, no álbum Hot in the Shade. Ele cantou a música ao vivo algumas vezes, mas ela não foi mais tocava após o primeiro mês da turnê. A última apresentação ao vivo de Carr com o Kiss foi em 9 de novembro de 1990 no Madison Square Garden.
A última gravação de estúdio de Carr foi a música "God Gave Rock 'N' Roll to You II", com ele próprio no vocal de apoio. A última aparição pública de Carr com a banda foi no MTV Video Music Awards em setembro de 1991.

### Influências e estilo
Em seu currículo enviado para o Kiss em 1980, Eric disse que seu estilo de tocar bateria passava pelo heavy metal e hard rock ao pop e new wave, declarando também que conseguia se adaptar facilmente em quase todas as situações. Dono de um estilo essencialmente rápido, ele listava John Bonham, Keith Moon e Lenny White como influências.
Além disso, Carr era um ávido fã dos Beatles e de Ringo Starr. Em uma entrevista, ele lembrou: "Eu fui pego por toda essa coisa de Beatlemania. Eu acho que eu fui atraído para a bateria por causa do sentimento do ritmo e de como isso vem até você ali sentado em seu assento. Adorava a forma como Ringo agia, identifiquei-me com ele na hora".
O interesse de Carr pelo bumbo duplo veio por sua admiração por Ginger Baker e John Bonham. Em uma entrevista dada para a 16 Magazine, ele disse: "Eu simplesmente amava a forma como Bonham tocava bateria".
Eric também gostava de diversos estilos musicais. O compositor Adam Mitchell disse uma vez que Carr conhecia muito sobre folk, R&B e outros estilos além do rock. Em uma entrevista no USA Channel em 1983, Eric disse que ouvia "um monte" de Neil Young e gostava de gêneros variados de música.
De acordo com Simmons, o estilo denso de Carr tornou o Kiss uma banda de sonoridade mais pesada em contraste ao estilo influenciado pelo jazz de Peter Criss.

### Morte
Em fevereiro de 1991, Carr começou a se sentir mal. Exames médicos preliminares indicavam problemas de saúde facilmente gerenciáveis, mas, logo depois ele foi diagnosticado com uma doença inesperadamente grave e extremamente rara: câncer no coração. A notícia do câncer veio logo após a turnê que divulgou o álbum “Hot in the Shade”. Carr, que vomitava sangue, precisou ser submetido a uma cirurgia no coração e a um longo tratamento contra o tumor. Em abril de 1991, Carr foi submetido a uma série de cirurgias para remoção de diversos tumores no seu átrio direito e pulmões, numa tentativa de restaurar a função cardíaca e impedir o crescimento do câncer. Ele se recuperou suficientemente ao ponto de pressionar Paul Stanley e Gene Simmons para deixá-lo voltar para a banda, já que o seu substituto Eric Singer (baterista que havia trabalhado em uma turnê solo de Stanley) já estava fazendo gravações em estúdio. Segundo os dois afirmaram posteriormente, eles diziam continuamente para Carr que assim que ele estivesse completamente saudável poderia ser o baterista do Kiss novamente. Nessa altura, a banda estava para gravar o videoclipe de "God Gave Rock and Roll To You" e Carr perguntou para Gene e Paul se pelo menos poderia estar nesse vídeo, e os dois concordaram. Ele foi para Los Angeles em julho de 1991 para gravar o videoclipe e usou uma peruca por causa da queda de cabelo decorrente do tratamento. Após a gravação, voltou para Nova Iorque para continuar a se tratar. Sua saúde se deteriorou tanto ao ponto de não conseguir tocar para as gravações de Revenge, o próximo álbum do Kiss, então Eric Singer precisou ser chamado para gravar. Após passar os meses seguintes em um tratamento agressivo, o câncer entrou em remissão e a saúde de Carr parecia melhorar.[carece de fontes?]
Em setembro de 1991, participou do MTV Video Music Awards com o Kiss. Não muito tempo depois disso, ele sofreu um aneurisma e precisou ser hospitalizado. Ele sobreviveu a esse episódio, no entanto, alguns dias depois sofreu uma hemorragia cerebral severa causada por células cancerosas que foram transportadas em sua corrente sanguínea para a cabeça. Ele nunca mais recuperaria a consciência após isso. Alguns dias depois, em 24 de novembro de 1991, Carr morreu aos 41 anos de idade. Coincidentemente, Carr morreu no mesmo dia de Freddie Mercury.
Para fazer jus à acessibilidade que Carr tinha com os fãs, sua família permitiu que seu velório fosse aberto ao público, reservando apenas o enterro como evento privado. O cortejo fúnebre foi bastante longo e movimentado, com patrulheiros do Estado de Nova Iorque presentes para garantir que os fãs não invadissem o cemitério. Carr foi enterrado no Cemitério Cedar Hill em Newburgh, Nova Iorque.

### Homenagens
Após sua morte, o Kiss dedicou o álbum Revenge a Carr e lançou-o contendo um antigo solo gravado pelo baterista durante as gravações de  Music From "The Elder" intitulado "Carr Jam 1981".
Em 1999, em conjunto com a família de Carr, o guitarrista Bruce Kulick produziu o álbum Rockology, que contém músicas que os dois e Adam Mitchell estavam trabalhando antes de sua morte.
Em 2021, o projeto Carr Jam 21 disponibilizou o single “Can You Feel It?”, música composta pelo saudoso músico.

## Discografia

### Kiss
- Music From "The Elder" (1981)
- Killers (1982)
- Creatures Of The Night (1982)
- Lick it up (1983)
- Animalize (1984)
- Asylum (1985)
- Crazy Nights (1987)
- Smashes, Thrashes & Hits (1988)
- Hot In The Shade (1989)
- Revenge (1992) (Backing Vocal na música God Gave Rock N' Roll To You e bateria em Carr Jam 1981)